# Лебон, Жозеф
Жозеф Лебон (1879 — 1957; фр. Joseph Lebon) — бельгийский католический священник, патролог, исследователь монофизитства, профессор Лувенского университета.
Родился в 1879 году в Тамине. Лебон стал первым исследователем, систематически изучившим богословие Севира Антиохийского. Изучив сирийские рукописи Лебон пришёл к выводу о тождестве вероучительных позиций Севира и Кирилла Александрийского. В своих трудах Лебон отстаивал утверждение о том, что севирианство не имеет ничего общего с крайним монофизитством (евтихианством), а христологическое учение Севира тождественно христологическому учению Кирилла Александрийского. Инициировал издание творений Севира Антиохийского в серии «Corpus scriptorum christianorum orientalium». 
В своём исследовании сирийского монофизитства (фр. Le monophysisme sévérien. Étude historique, littéraire et théologique de la résistance monophysite au concile de Chalcédoine jusqu'à la constitution de l'Église jacobite (1909)) ввёл в научный оборот термин неохалкидонизм. Многие историки догматики не разделяют выводы Лебона, однако к числу последователей идеи Лебона о «вербальном монофизитстве» Севира Антиохийского относятся последующие исследователи: Р. Драге, М. Жюжи, Э. Лаут, Н. А. Заболотский. Эти историки и богословы в своих работах также утверждают фактическое тождество между севирианской и халкидонитсткой христологиями. 